# Carrie Pringle

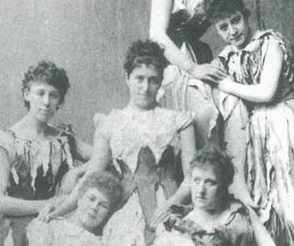
Carrie Pringle 1882 (links)

Caroline Mary Isabelle Pringle (* 19. März 1859 in Linz; † 12. November 1930 in Kemp Town, Brighton, East Sussex) war eine schottische Opernsängerin (Sopran).

## Leben
Carrie Pringle war die Schwester des schottischen Musikers John Charles Godfrey Pringle (* 30. November 1867 in Sachsen-Coburg und Gotha; † 1900 in Chelsea). Carrie Pringle hatte 1882 bei der Premiere von Parsifal von Richard Wagner die Rolle eines Blumenmädchens.